# 트러블 메이커 (2013년 영화)
《트러블 메이커》(The Canyons)는 2013년 공개된 미국의 영화이다.

## 줄거리
크리스천은 저예산 공포 영화를 제작하는 부유한 젊은 남자이다. 영화 시작 부분에서 그는 여자친구 타라, 개인 비서 지나, 그리고 지나의 남자친구 라이언과 함께 저녁 식사를 하고 있다. 크리스천은 최근 그의 영화 중 한 편에서 라이언에게 주연 역할을 맡겼다. 크리스천은 자신과 타라가 개방적인 관계이며 데이팅 앱을 사용하여 캐주얼 섹스를 위한 파트너를 찾는다고 밝힌다. 그는 자신과 함께 침대로 데려온 누구와도 타라가 사랑에 빠지지 않을 것이라고 믿는다고 말한다.
라이언은 지나가 타라와 크리스천과 섹스하고 싶어한다고 비난한다. 라이언은 다음 날 만날 약속을 위해 모르는 사람에게 문자를 보낸다. 라이언의 문자는 타라에게 전송되었고, 타라는 다음 날 그를 만난다. 그들의 대화를 통해 두 사람이 옛 연인임이 드러난다. 힘든 배우 생활에 지친 타라는 라이언을 떠나 부유한 남자들을 차례로 만났다. 타라는 크리스천이 자신의 문자 메시지와 통화를 감시하기 때문에 라이언에게 문자를 보냈다고 꾸짖는다. 크리스천은 캐주얼 섹스를 위해 신시아라는 여배우를 방문한다. 크리스천은 타라가 자신을 속이고 있다고 생각한다. 크리스천은 타라를 뒤따라가 그녀가 라이언과 함께 있는 것을 본다. 크리스천은 그 후 영화 스태프 중 한 명인 존에게 가서 라이언에게 장난을 치도록 압력을 가한다. 그에게 해고될 것이지만 성적 서비스로 직장을 구할 수 있다고 말하기 위해 그를 부르라고 한다.
집으로 돌아온 크리스천은 그날 오후 타라의 활동에 대해 추궁한다. 타라는 라이언에게 매력을 느끼거나 그를 이전에 알았다는 것을 부인한다. 한편, 라이언은 지나의 컴퓨터에서 크리스천의 일정을 발견하고, 신시아와의 정기적인 "요가 세션"을 알아차린다.
타라는 익명의 문자 메시지를 받아 자신이 곤경에 처할 수도 있다는 말을 듣는다. 신시아는 타라 이전에 크리스천의 여자친구였음이 밝혀진다. 신시아는 타라에게 크리스천을 떠나야 한다고 말하고, 익명의 문자 메시지를 보낸 것이 자신임을 인정한다. 신시아는 크리스천이 자신에게 약을 먹이고, 집단 폭행을 조작하고, 그 사건을 녹화한 후 크리스천을 떠났다고 밝힌다. 추궁당하자 그는 그녀를 잔인하게 폭행하고 누구에게든 말하면 비디오를 공개하겠다고 협박했다. 타라는 신시아의 경고를 거부한다.
크리스천은 신시아와 데이트한 것을 인정하지만 그녀를 때리거나 폭행을 조작한 것은 부인한다. 갑자기 그의 전화가 울린다. 데이팅 앱 친구가 곧 도착할 예정이다. 크리스천은 취소하겠다고 제안하지만 타라는 계속 진행하자고 주장한다. 타라와 크리스천은 집에 도착한 커플과 섹스하고, 타라는 크리스천에게 나중에 불편함을 느끼는 동성애적 행위를 "지시"한다.
한편, 라이언이 타라에게 경고하도록 신시아를 부추긴 것이 밝혀진다. 레코드 가게에서 구경하던 라이언은 자신이 미행당하고 있다는 것을 깨닫는다. 크리스천은 타라를 폭력적으로 폭행하며, 그녀와 라이언에 대한 모든 것을 알고 있다고 밝힌다.
라이언은 지나에게 타라와 섹스했다고 밝힌다. 지나는 영화가 만들어지도록 모든 것을 다하겠다고 발표하지만, 라이언은 해고되고 촬영장에서 추방된다.
자신의 치료사 사무실에서 크리스천은 타라가 자신의 행동을 지시했을 때 통제 불능 상태를 느꼈다고 말하며, 다른 사람들에게 무엇을 해야 할지 지시하는 것이 더 편하고 익숙하다고 말한다. 캠벨 박사와의 크리스천의 치료 세션은 자발적인 것이 아니라, 그가 생활하는 신탁 기금의 조건임이 밝혀진다.
영화는 그 다음 크리스천과 라이언이 각각 로스앤젤레스 시내를 운전하는 장면으로 넘어간다. 크리스천은 라이언의 음성 사서함에 메시지를 남겨 라이언을 조롱하고 라이언의 삶에 대해 얻은 세부 정보를 밝힌다. 크리스천은 신시아의 집에 도착하여 그녀가 자신과 타라의 관계를 깨기 위해 거짓말을 했다고 비난한다. 신시아는 이를 부인하지만 크리스천은 분노하여 그녀를 칼로 찔러 죽인다.
집으로 돌아온 크리스천은 타라가 짐을 싸서 떠날 준비를 하고 있는 것을 발견한다. 크리스천은 그녀를 잔인하게 대한 것에 대해 사과하고 두 가지 조건으로 그녀가 관계를 떠나는 것을 허락한다. 그녀는 신시아의 살인에 대한 자신에게 알리바이를 제공해야 하고, 결코 라이언에게 연락해서는 안 된다. 그녀가 거부하면 그는 라이언을 살해하고 그의 가족의 부와 연줄을 사용하여 빠져나갈 것이다. 타라는 동의하고 떠나는 것이 허락된다.
몇 달 후, 타라는 두바이에서 살며 친구와 점심을 먹고 있다. 친구는 지나의 영화와 크리스천과의 관계에 대해 묻는다. 타라는 자신과 크리스천이 헤어졌을 때 프로젝트를 떠났다고 말한다. 그녀는 크리스천과 좋은 관계를 유지하고 있다고 주장한다. 친구는 화장실에 가기 위해 떠나서 전화를 건다. 그녀는 타라가 잘 지내고 있지만 크리스천과 친구이며 새로운 삶에서 행복하다는 것에 대해 분명히 거짓말을 하고 있다고 보고한다. 전화의 다른 쪽 끝에는 텅 빈 방에 혼자 있는 라이언이 있다.